# روبن باريش
روبن باريش (بالإنجليزية: Robin Parrish)‏ (13 أكتوبر 1975 في الولايات المتحدة)؛ صحفي، كاتب وروائي أمريكي.